# Manasa
Manasa, còn gọi là Manasa Devi, là một nữ thần của rắn, được thờ chủ yếu ở Bengal, Jharkhand và các vùng khác của đông bắc Ấn Độ, chủ yếu để ngăn ngừa và chữa trị rắn cắn và cũng để sinh sản và thịnh vượng. Manasa là mẹ của Astika, chị em của Vasuki, vua của Nāga (rắn) và là vợ của nhà hiền triết Jaratkaru. Bà còn được gọi là  Vishahara (kẻ hủy diệt chất độc), Nityā (vĩnh cửu) và Padmavati. Bà còn được gọi là Jaratkaru, đó là lý do tại sao nhà hiền triết Jaratkaru kết hôn với bà.
Bà là con gái của nhà hiền triết Kashyap và là chị em của vua naga Vasuki. Manasa được miêu tả là ôn hòa với những người sùng đạo của mình, nhưng lại khắc nghiệt với những người từ chối tôn thờ bà..